# Список умерших в 1114 году
В этой статье представлен список известных людей, умерших в 1114 году.
См. также: Категория:Умершие в 1114 году

## Февраль
- 24 февраля — Томас[англ.] —архиепископ Йоркский (1109—1114)

## Март
- 6 марта — Святослав Владимирович — князь смоленский (1097—1113) князь переяславский (1113—1114)

## Август
- 19 августа — Удо фон Глайхен-Райнхуазен[нем.] — епископ Хильдесхайма (1079—1114)

## Ноябрь
- 29 ноября — Ричард Салернский — итальянский дворянин норманнского происхождения, представитель младшей ветви семейства Отвилей, участник первого Крестового похода, регент Эдессы (1104—1108). Погиб во время землетрясения.

## Декабрь
- 1 декабря — Херсенди Шампанская[нем.] — соучредительница аббатства Фонтевро, мать Элоизы

## Дата неизвестна или требует уточнения
- Алан Фиц-Флаад — бретонский рыцарь на службе у английского короля Генриха I, основатель английского дворянского рода Фицаланов и шотландского дворянского рода Стюартов, впоследствии — королей Шотландии и Англии.
- Алвар Фанеж — кастильский аристократ и военный лидер, правитель Толедо
- Алипий Печерский — преподобный святой, киевский мозаичист, первый известный по имени русский иконописец
- Кукша Печерский — иеромонах Киево-Печерского монастыря, священномученик. Дата смерти предположительна.
- Нестор Летописец — древнерусский летописец, агиограф, монах Киево-Печерского монастыря. Канонизирован Русской православной церковью в лике преподобных, входит в список святых Римско-Католической церкви
- Пимен Постник — монах Киево-Печерского монастыря, святой православной церкви[1].
- Сбыслава Святополковна — русская княжна из династии Рюриковичей, дочь великого князя киевского Святополка Изяславича, супруга польского князя Болеслава III Кривоустого.
- Принцесса Токуши[англ.] — императрица-консорт Японии (1093—1107)